# Heterotaxalus schwarzeri
Heterotaxalus schwarzeri là một loài bọ cánh cứng trong họ Cerambycidae.